# Sexo por compasión
Sexo por compasión és una pel·lícula hispano-mexicana del 2000 dirigida per la directora catalana Laura Mañá, i filmada a l'estat de Tlaxcala. Va ser seleccionada per anar al Festival de Sundance.

## Sinopsi
Dolores és una dona madura i bondadosa, tan bona 1ue el marit decideix abandonar-la. Aleshores en un intent desesperat per recuperar-lo decideix tenir relacions amb un altre home del poble. Com a reacció, però, tots els homes del poble volen conèixer a Dolores -ara Lolita- que, amb el seu sexe per compassió, retornarà el color i l'alegria a un poble que es trobava enfonsat en la tristesa.

## Repartiment
- Élisabeth Margoni - Lolita
- Álex Angulo - Pepe
- Pilar Bardem - Berta
- Juan Carlos Colombo - Padre Anselmo
- Carmen Salinas - La madame
- Mariola Fuentes - Floren
- Leticia Huijara - Leocadia
- Damián Alcázar - Home verge

## Premis
- 45a edició dels Premis Sant Jordi de Cinematografia (millor òpera prima)[3]
- Festival de Màlaga (millor pel·lícula i premi de l'audiència)[4]
- Festival Internacional de Cinema a Guadalajara: Premi Mayahuel i premi de l'audiència[5]